# سيدروس

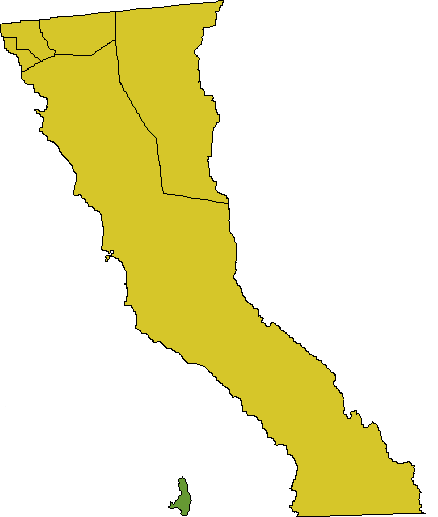
موقع جزيرة سيدروس في ولاية باخا كاليفورنيا

جزيرة سيدروس (Isla de Cedros، «جزيرة الأرز» باللغة الأسبانية، وتسمى أيضا في جزيرة سيروس الإنجليزية في فترات سابقة) هي جزيرة مكسيكية في المحيط الهادئ.